# Познохірева Юлія Юріївна
Юлія Юріївна Познохірева (нар. 4 вересня 1994) — українська футболістка, воротар та захисниця клубу «Єдність-ШВСМ».

## Життєпис
Народилася 4 вересня 1994 року в Горлівці. Навчалася в місцевій школі № 41. Закінчила Уманський національний університет садівництва. Студентка УДПУ ім. Павла Тичини.
З дитинства займалася футболом. З 2007 року виступала за команду «Донеччанка» (з 2010 — за першу команду). З 2016 року — гравець ЖФК «Пантери» з Умані. Була капітаном команди. Напередодні старту сезону 2018/19 років перейшла до «Єдності-ШВСМ» (Плиски).
На міжнародному рівні дебютувала 6 жовтня 2010 року в матчі першого відбіркового раунду Чемпіонату Європи серед дівчат WU-17 між Україною та Австрією (0:1).
У Чемпіонаті Росії з пляжного футболу серед жіночих команд захищала кольори краснодарського «Олимпик», з яким у 2014 році виграла Першість Росії з пляжного футболу. Переможець та найкращий бомбардир VII Всеукраїнського турніру з пляжного футболу серед жіночих команд у складі «Пантер».